# Мурашов Микола Миколайович
Мико́ла Микола́йович Мурашо́в — український радянський футболіст, півзахисник. Грав за київські команди «Радторгслужбовці» та «Динамо». Був першим капітаном київського «Динамо» (1928).

## Загальні відомості
До появи «Динамо» київські кадрові «чекісти», аматори футболу, грали в профспілкових командах, зокрема в «Радслужбовцях», а кращих з них прийняли до «Радторгслужбовців», створених замість розпущених «Радслужбовців». Серед них був і Микола Мурашов.
1928 року він з групою однодумців серед перших перейшов до новоствореної команди «Динамо», став її історично першим капітаном, хоча через зайнятість на основній роботі він грав у команді недовго.
17 липня 1928 року грав у складі київського «Динамо» в матчі проти одноклубників з Одеси, який вважається першим офіційним матчем новоствореного київського клубу.
28 липня 1928 року грав проти свого колишнього клубу «Радторгслужбовці» — у цьому матчі динамівці здобули першу перемогу в своїй славній історії. Матч закінчився з рахунком 8:1.
18 листопада 1928 року грав у матчі проти «Залдора», в якому динамівці перемогли з рахунком 1:0 до того найсильнішу команду Києва, тим самим заявили про себе на весь голос.
Найзначнішою футбольною подією в житті Миколи Мурашова був знаменитий матч з іменитими московськими динамівцями, який відбувся 1 вересня 1928 року на «Червоному стадіоні». «Кияни поступилися — 2:6, але саме ця зустріч, на думку істориків, дала потужний імпульс розвитку молодої київської команди „Динамо“.»
Завдяки Миколі Мурашову за сприяння Ф. О. Остапченка 1967 року в «Спортивній газеті» і в журналі «Дніпро» 1969 року був опублікований фотознімок найпершого складу «Динамо» Київ 1928 року, який серед інших членів команди включав 11 футболістів. Тоді шанувальники «Динамо» побачили цей знімок в урізаному вигляді, оскільки чекісти, які брали участь у створенні команди, на той час були засекречені. У повному вигляді знімок був опублікований лише 1992 року в газеті «Киевские новости».

## Галерея

Фотографія "Динамо" 1928 року, збережена Миколою Мурашовим. Зліва направо (тільки футболісти): нижній ряд — Іванов С., Ідзковський, Дишкант; середній ряд — Мурашов, Бардадим, Пірокеті; верхній ряд — Рейнгольд, Трофимов, Кауфман, Терентьєв, Бойко
Фотографія після матчу київського і московського «Динамо», 01.09.1928